# Adele Elkan
Adele Elkan (* 23. März 1884 in Magdeburg; deportiert am 28. Juni 1943 von Berlin in das Konzentrations- und Vernichtungslager Auschwitz; † 1943 im KZ Auschwitz) war eine deutsche Schriftstellerin.

## Leben
Adele Elkan entstammte einer jüdischen Familie. Ihre Eltern waren der Kaufmann Eduard Elkan und Jenny Elkan geborene Welsch. 1884/1885 wohnte die Familie in Magdeburg, Breiter Weg 228. Laut Adressbuch aus dem Jahr 1884 hatte Eduard Elkan zusammen mit dem Kaufmann Friedeberg ein Manufakturwarengeschäft en gros (Friedeberg & Elkan) in der Wilhelmstraße 19. 1886 und 1887 wohnten die Elkans in der Viktoriastraße 11 und 1888 Viktoriastraße 14 (identisch mit der vorherigen Nummer 11). Ab 1890 ist Eduard Elkan nicht mehr im Magdeburger Adressbuch vermerkt. Etliche Zeit später wohnte Adele Elkan in Berlin-Wilmersdorf (z. B. war sie ausweislich des Adressbuchs deutscher Schriftsteller 1933/34 in der Sigmaringer Straße 10 in Berlin-Wilmersdorf gemeldet), und sie arbeitete als Redakteurin der Zeitschrift Mädchenpost, einer „Wochenschrift für die weibliche Jugend“, die von 1913 bis 1927/28 erschien. In der Mädchenpost Nr. 3 (212), Berlin, 21. Oktober 1917, 5. Jahrgang, begrüßt Elkan nach dem Tod von Helene Battista auf der Titelseite die Leserinnen (in der Folge meist 'Nichten' genannt) mit: „Meine lieben jungen Freundinnen! Eine neue Tante bittet, ein paar Worte mit Euch reden zu dürfen. Der Tod der lieben Tante Helene hat mich an ihre Stelle geführt. … Eure neue Tante Adele.“ In der Nr. 13 des 12. Jahrgangs (Nr. 554), Leipzig, 28. Dezember 1924, ist sie – wie seit langem – im Impressum angegeben: „Verantwortlich für die Schriftleitung: Adele Elkan (Berlin-Wilmersdorf)“ und in der darauf folgenden Ausgabe vom 4. Januar 1925 beginnt der 'Briefkasten': „Unseren lieben Leserinnen teilen wir mit, dass Frl. Adele Elkan am 1. Januar aus der Redaktion der 'Mädchenpost' ausscheidet.“
Sie verfasste viele Romane, Erzählungen und Feuilletonartikel in etlichen Verlagen, wobei Mädchen die wichtigste aber nicht alleinige Zielgruppe waren. So finden sich zum Beispiel via digitalem Zeitschriftenportal der Nationalbibliothek in Österreich  1923 der Fortsetzungsroman  Lebenslüge in Neues Wiener Journal, Feuilletonistisches 1926 in Moderne Welt und  1929 in Die Bühne, 1937 der Fortsetzungsroman Indisches Gift in  Neues Wiener Journal.
Elkan war auch als Übersetzerin tätig und übersetzte Bücher aus dem Englischen ins Deutsche.
Während der Zeit des Nationalsozialismus wurde sie aufgrund ihrer jüdischen Herkunft verfolgt. 1935 wurde ihr Aufnahmeantrag in die Reichsschrifttumskammer abgelehnt. Bei der Volkszählung 1939 lebte sie in der Neuen Winterfeldstraße 34 in Berlin-Schöneberg. 1943 kam sie im Konzentrationslager Auschwitz um.
Ihre Heimatstadt Magdeburg benannte ihr zu Ehren im Jahr 2006 eine Straße als Adele-Elkan-Straße.

## Werke

### Romane und Erzählungen (Auswahl)
- Sonnenkind, Erzählung für junge Mädchen, gedruckt mit 12 Fortsetzungen im 4. Jahrgang der Mädchenpost Nr. 29 (Nr. 185) bis Nr. 41 (Nr. 197), 15. April 1917 bis 8. Juli 1917, Deutsches Druck- und Verlagshaus, Berlin SW 68.
- Waldhofener Heimat, Erzählung für junge Mädchen, Vogel & Vogel (Töchter-Bibliothek), Leipzig 1920  und Leipziger Graphische Werke AG 1927
- Die Jüngste von Dreien, Eine Erzählung für junge Mädchen, Verlag Deutsche Buchwerkstätten, Dresden 1919
- Brautbriefe, Roman, Phönix Verlag, Berlin, 1920
- Unter Blumen, Eine Erzählung für junge Mädchen, Union Verlag, Stuttgart, Berlin, Leipzig, mehrere Auflagen ab 1920
- Aus einem engen Nest, Erzählung für junge Mädchen, Verlag Deutsche Buchwerkstätten, Dresden,  1922
- Ins Leben hinaus, Erzählung für junge Mädchen, Leipziger Graphische Werke, Leipzig, mehrere Auflagen ab 1922
- Die 6 Töchter des Ratsherrn Abderhallen, K. Thienemanns Verlag, Stuttgart, 1925 und 1926. Die Geschichte spielt in Potsdam zwischen 1838 und circa 1872.
- Die törichte Susanna Hellermann, Erzählung, Verlag Guido Hackebeil A.-G., Berlin, 1926/1927
- Das Haus am Park, Erzählung, L. Thienemann, Stuttgart, 1926
- Sonnenscheinchen, Erzählung für junge Mädchen, Töchter-Bibliothek, Leipziger Graphische Werke, Leipzig, 1927 und 1930
- Wolkenkuckucksheim, Erzählung aus früheren Tagen für die weibliche Jugend. 1927 und 1930. Zwischen 1747 und 1765 spielt die Erzählung hauptsächlich in Nymphenburg, wo es auch um Porzellan geht, in München und in Würzburg.
- Im Drei-Engelhaus. Eine Erzählung für junge Mädchen aus den Tagen Franz Liszts und Richard Wagners. Levy und Müller Verlag, Stuttgart, mehrere Auflagen, 1927 bis 1935
- Das arme Komteßchen, Ein Mozartroman für junge Mädchen, Verlag Levy & Müller, Stuttgart, mehrere Auflagen, 1929, 1930. Von Salzburg im September 1777 nach München, über das Augsburg des Bäsle nach Mannheim und von Paris nach Wien wird Mozarts Leben verfolgt bis zu seinem Tod im Dezember 1791, und das des fiktiven Komteßchen ein wenig darüber hinaus.
- Das geheimnisvolle Haus, Eine Erzählung für junge Mädchen, Verlag Gustav Weise, Stuttgart, 1929
- Ein Prachtkerl, Erzählung für junge Mädchen, Meidingers Jugendschriften-Verlag, Berlin, 1929
- Mutter und Sohn, Roman, Peter J. Oestergaard Verlag, Berlin 1929
- Evas große Fahrt, Erzählung für junge Mädchen, Peter J. Oestergaard Verlag, Berlin, 1930
- Mädel von heute, Erzählung für die weibliche Jugend, Enßlin & Laiblins Verlag, Reutlingen, 1930 und 1935
- Weidners Jüngste. Jungmädchen-Erzählung. Ensslin & Laiblin, Reutlingen, 1932
- An der schönen blauen Donau, Ein Johann-Strauß Roman, Verlag Levy & Müller, Stuttgart, mehrere Auflagen 1931 bis 1935/36

### Übersetzungen
- Nathaniel Hawthorne, The Scarlet Letter, 1913 (Der scharlachrote Buchstabe)
- Charles Gibbon, The Dead Heart, 1913
- William Le Queux, The Bond of Black, 1920 ?